# Lê Lạc Hiền
Lai Lok Yin (tiếng Trung: 黎洛賢, sinh ngày 20 tháng 7 năm 1995 ở Hồng Kông) là một cầu thủ bóng đá Hồng Kông hiện tại thi đấu ở vị trí tiền đạo chạy cánh cho câu lạc bộ tại Giải bóng đá ngoại hạng Hồng Kông Hong Kong Rangers.

## Sự nghiệp câu lạc bộ
Năm 2015, Lai gia nhập Dreams Metro Gallery.
Ngày 5 tháng 12 năm 2015, Lai ghi bàn thắng đầu tiên cho Dreams Metro Gallery trước Wong Tai Sin, với chiến thắng 2:0.
Cùng với thông báo sự gián đoạn của Metro Gallery, Lai trở thành cầu thủ tự do. Anh gia nhập HK Pegasus khi hết hợp đồng ngày 30 tháng 6 năm 2016. Ngày 11 tháng 6 năm 2017, chủ tịch HK Pegasus Canny Leung tiết lộ rằng Lai sẽ rời khỏi câu lạc bộ.
Anh không mất việc lâu khi chỉ hai tuần sau, Lai ký hợp đồng với Hong Kong Rangers.